# Rafael Camacho
Rafael Camacho född 22 maj 2000 i Lissabon, är en portugisisk fotbollsspelare.

## Karriär

### Liverpool
Camacho gjorde A-lagsdebut för Liverpool i FA-cupen mot Wolverhampton Wanderers den 7 januari 2019. Camacho gjorde sin Premier League-debut den 19 januari 2019 i en 4–3-vinst över Crystal Palace, där han blev inbytt på övertid på Mohamed Salah.

### Sporting Lissabon
Den 28 juni 2019 värvades Camacho av Sporting Lissabon. Den 2 februari 2021 lånades han ut till Rio Ave på ett låneavtal över resten av säsongen 2020/2021. Den 26 augusti 2021 lånades Camacho ut till Belenenses på ett säsongslån. Den 12 juli 2022 lånades han ut till grekiska Aris på ett säsongslån.